# Hugo Vickers
Pour les articles homonymes, voir Vickers.
Hugo Ralph Vickers DL (né le 12 novembre 1951) est un écrivain et journaliste britannique.

## Biographie
Hugo Vickers est le fils de Ralph Cecil Vickers, MC , agent de change, associé principal de la société Vickers, da Costa, par son mariage en 1950 avec Dulcie Metcalf. Vickers est né à Lambeth et a fait ses études à Eton à la fin années 1960 puis à l'université de Strasbourg. Sa tante était la femme politique Joan Vickers, baronne Vickers (en).

## Carrière

### Écrivain et diffuseur
Vickers a écrit de nombreuses biographies royales, dont celles de la reine mère Elizabeth, de la princesse Alice de Grèce et de Danemark — qui a été approuvée par son fils, le prince Philip, duc d'Édimbourg — et de Gladys Spencer-Churchill, duchesse de Marlborough. Au cours de sa carrière, il a régulièrement participé à des occasions royales, étant invité en studio à la fois pour le mariage de Charles, prince de Galles, et de Lady Diana Spencer en 1981 et pour les funérailles de Diana en 1997. De plus, il a commenté ITN avec John Suchet en 1999 pour le mariage du prince Edward, comte de Wessex et de Sophie Rhys-Jones, pour les célébrations du centenaire de la reine mère en 2000, et pour ses funérailles deux ans plus tard. Il est fréquemment apparu sur l'ancien programme de CNN, Larry King Live, et est également apparu sur Fox News Channel, MSNBC et des programmes de télévision au Canada, en Australie et en Nouvelle-Zélande.

### Travail théâtral
En septembre 2001, Vickers écrit une soirée victorienne où il se produit aux côtés de Prunella Scales, en présence du comte et de la comtesse de Wessex. Un an plus tard, en 2002, il a compilé une soirée de poésie, de prose et de musique intitulée The Queen Mother's Century ; en 2005, il a conçu un programme de Desert Island Discs, interviewant Robert Hardy qui a dépeint Sir Winston Churchill ; il a écrit une anthologie de lectures et de musique intitulée The Queen's Childhood en septembre 2006. Une fois de plus, Vickers est apparu sur Desert Island Discs en 2007. En septembre de la même année, il écrit (et conçoit le décor et sélectionne la musique lors de sa première projection) son premier spectacle solo, intitulé A Lonely Poet, qui mettait en vedette Charles Duff. Ce spectacle a ensuite été renommé The Immortal Dropout.
Il est "liveryman" de la Worshipful Company of Musicians .

### Autres activités
Vickers a été nommé président du Jubilee Walkway Trust en octobre 2002, qui avait été fondé en 1977 en souvenir du jubilé d'argent de la reine, puis rénové et mis à jour pour commémorer son jubilé d'or. Dans ce rôle, il a accueilli la reine Élisabeth II et son époux, le prince Philip, duc d'Édimbourg, dans le "Mall" pour célébrer le cinquantième anniversaire du couronnement de la reine en 2003, puis de nouveau le 19 novembre 2007, lorsque le couple royal a dévoilé le panneau panoramique de leur mariage de diamant sur la place du Parlement. Il est également président de l'Outdoor Trust, qui établit les passerelles dans les pays du Commonwealth.
Vickers est l'un des sous-lieutenants de James Puxley, Lord Lieutenant of Berkshire.

## Vie privée
En septembre 1995, Vickers a épousé Elizabeth Vickers, la fille du cousin germain de son père, Michael Vickers,. Ils ont deux fils, Arthur et George, et une fille, Alice.